# Східний Логон (префектура)

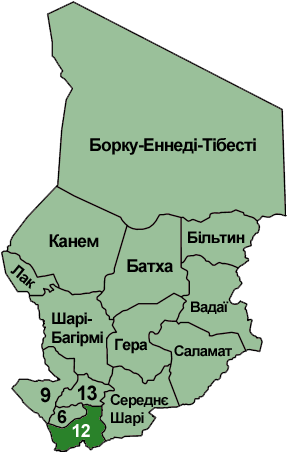
Східний Логон серед префектур Чаду.

Східний Логон (фр. Logone Oriental, араб. لوقون الشرقية трансліт. Lūqūni š-Šarqīyâ ) — одна з 14 префектур, на які розподілявся Чад в 1960—2000 роках. У 2002 році префектури були замінені на 18 регіонів, але новий регіон Східний Логон був створений цілком в межах колишньої префектури.
Східний Логон знаходився на крайньому південному заході Чаду; на півночі він межував з префектурами Західний Логон і Танджиле, на сході — з префектурою Середнє Шарі, на півдні — з Центральноафриканською республікою, на заході — з Камеруном; на крайньому північному заході — невеликий відрізок кордону з Майо-Кебі.
Площа Східного Логону становила 28 035 км², населення станом на 1993 рік — 441 064 особи. Столиця префектури — місто Доба.